# Salon des Variétés (Nes)
Der Salon des Variétés (französisch) war ein Varietéhaus im Amsterdam des 19. Jahrhunderts.

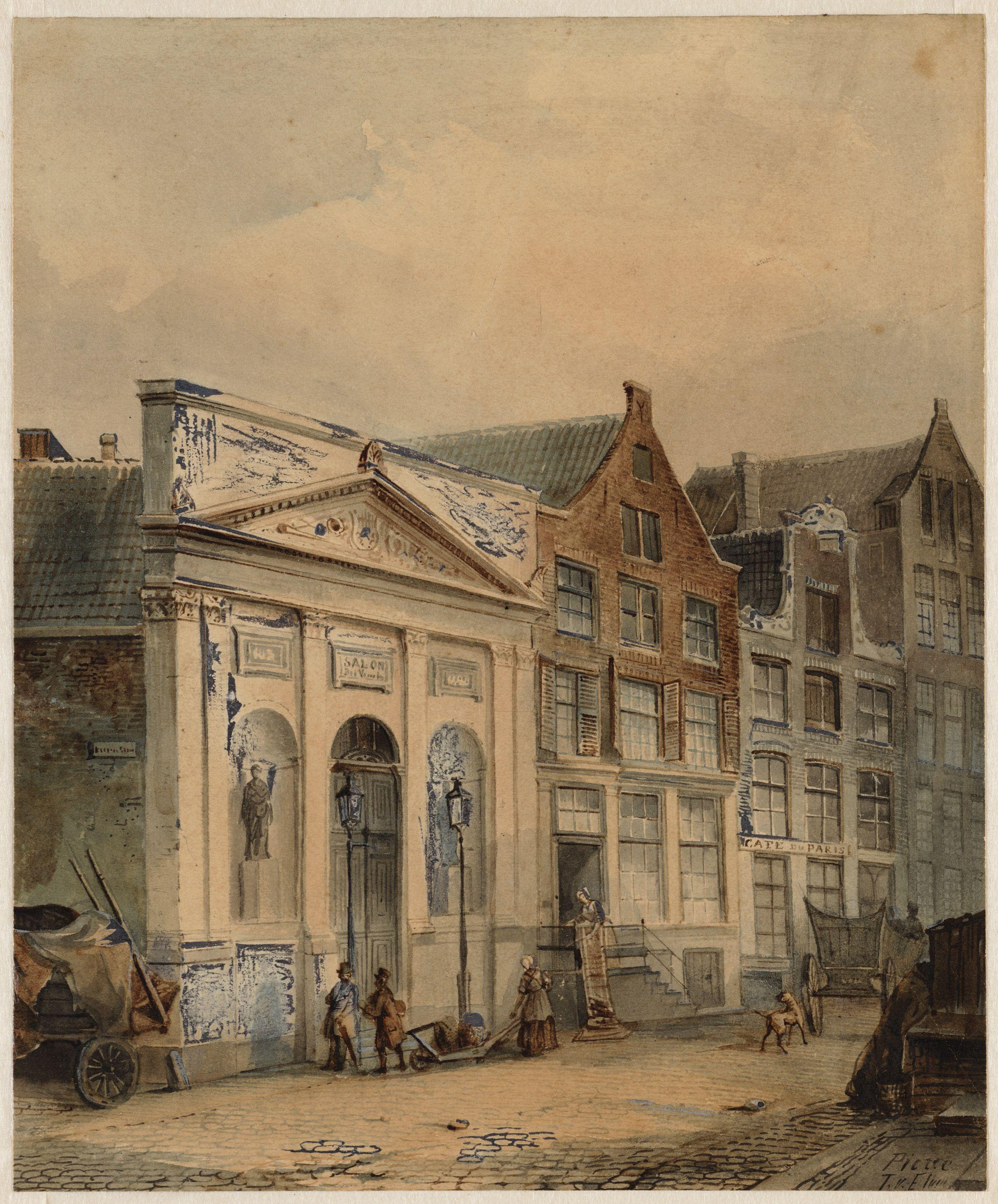
Salon des Variétés in der Nes

Am 2. September 1839 eröffnete Joseph Duport den ersten Salon des Variétés in den Räumen einer ehemaligen Zuckerbäckerei in der Gasse namens Nes (Ecke Kuipersteeg) im Amsterdamer Zentrum. Nach seinem Erbauer wurde der 350 Zuschauerplätze fassende Raum oft auch Salon de Duport genannt. Der französischstämmige Duport, besaß seit 1836 am Rokin ein erfolgreiches Lokal mit Varietédarbietungen (Grand Café Nord); dieses brannte jedoch am 22. September 1838 ab, sodass er mit dem Salon de Variétés einen Neuanfang suchte. 1842 starb er und sein Sohn Jean Eugène Duport führte die Geschäfte weiter.
Die Außenwände des Salons waren in einer beigen Pastellfarbe gehalten und ein Tympanon schloss die Fassade nach oben ab. Unterbrochen wurde die Fassade durch Wandpfeiler die Tafeln mit den Inschriften Duport und Salon des Variétés „trugen“; der Gesamteindruck war der eines griechischen Tempels.
Es wurde, vergleichbar den französischen Café-concerts, zu den Vorstellungen Speisen und Getränke serviert und es wurde geraucht. Diese Speisen und Getränke waren zugleich im Eintrittspreis von 75 Cent (etwa 17 Euro nach heutigem Wert) inklusive. Im Gegensatz zu den Café-Concerts hatte das Theater sein eigenes festes Repertoire, bestehend aus Oper und Operette sowie Stücken des Vaudevillegenres.
Eine erfolgreiche Varieté-Aufführung war zum Beispiel Een bankbiljet van duizend gulden (Eine Banknote von tausend Gulden) des Komödianten Nathan Judels (1815–1903). In den ersten Jahren bestand ein sehr konstantes Ensemble: Judels, der ausgezeichnete Vaudeville-Spieler, die Darstellerinnen Meldola, Lamé und Tormijn, Samuel van Biene und Pierre Boas. 1844 verließen jedoch u. a. Judels, Biene und Boas das Haus und eröffneten das Salon des Variétés in der Amstelstraat.
Viele Schauspieler, die später berühmt wurden, begannen hier ihre Karriere. So hat sich zum Beispiel Maria Kleine-Gartman (1818–1885) als Schauspielerin hier ihren Namen gemacht. 1856 wechselte sie zum Stadttheater (Stadsschouwburg Amsterdam). Auch August Morin, Pieter Barbiers und der Komiker August Vink spielten hier.
Die Gesellschaft, welche den Salon des Variétés in der Nes betrieb, wurde 1856 nach 23 erfolgreichen Jahren aus unbekannten Gründen aufgelöst, womit der Salon seinen eigenen Charakter verlor. Schließlich wurde die Halle 1868 vollständig geschlossen.